# Президентски избори в България (2011)
Президентските избори от 2011 година са избори за президент и вицепрезидент на България, проведени на 23 октомври 2011 г. и 30 октомври 2011 г. действащият президент Георги Първанов нямаше право на трети мандат тъй като президентът е ограничен до 2 мандата.  Президентските избори са част от проведените на тези дати Президентски и местни избори в България (2011) За изборите са регистрирани 14 политически партии, 1 коалиция и 6 инициативни комитета, като три от партиите (Движение за права и свободи, Другата България, Демократи за силна България) не са подали двойка кандидати. В изборите участват общо 18 кандидатски двойки.
Резултатът Вторият тур на изборите печели Росен Плевнелиев, кандидатът на ГЕРБ, с 1 692 330 гласа (52,58%) срещу Ивайло Калфин, кандидатът на БСП, с 1 527 383 гласа (47,42%).[1]

Това са първите президентски избори в България, които се провеждат по първия Изборен кодекс.
Изборите са наблюдавани от Офиса за демократични институции и човешки права (ОДИЧП) към Организацията за сигурност и сътрудничество в Европа (ОССЕ) по покана на Министерството на външните работи. Целта на наблюдението е „процесът по време на изборите да бъде прозрачен и да отговаря на стандартите на ОССЕ, което означава, че изборите трябва да дават равен достъп на всички, да бъдат справедливи и безпристрастни“.

## Кандидати
Действащият президент Георги Първанов, избран през 2006 г. като кандидат на инициативен комитет (подкрепен е от Българската социалистическа партия), завършва своя втори мандат и няма право да се кандидатира отново на престоящите избори.
| №  | Кандидат-президент   | Кандидат-вицепрезидент       | Партия | Дата на обявяване на кандидатурата |
| -- | -------------------- | ---------------------------- | --- | ---------------------------------- |
| 1  | Меглена Кунева       | Любомир Христов              | Инициативен комитет | 6 066 юни 2011                     |
| 2  | Росен Плевнелиев     | Маргарита Попова             | ГЕРБ | 9 044 септември 2011               |
| 3  | Сали Шабан Ибрям     | Валентина Гоцева             | Национално движение "Единство" | 9 04                               |
| 4  | Румен Христов        | Емануил Йорданов             | Коалиция "Съюз на десните сили" - Съюз на демократичните сили, Обединени земеделци, Демократическа партия, Движение Гергьовден, Съюз на свободните демократи, Български демократичен съюз "Радикали", Български демократически форум | 6 1212 юни 2011                    |
| 5  | Мария Капон          | Николай Кисьов               | Единна народна партия | 9 0410 септември 2011              |
| 6  | Стефан Солаков       | Галина Василева              | Национален фронт за спасение на България | 9 04                               |
| 7  |                      |                              | Движение за права и свободи |                                    |
| 8  | Ивайло Калфин        | Стефан Данаилов              | БСП | 7 1616 юли 2011                    |
| 9  | Волен Сидеров        | Павел Шопов                  | Атака | 2 1212 февруари 2011               |
| 10 |                      |                              | Другата България |                                    |
| 11 |                      |                              | Демократи за силна България |                                    |
| 12 | Алексей Петров       | Николай Георгиев             | Инициативен комитет | 8 1515 август 2011                 |
| 13 | Николай Ненчев       | Жеко Иванов                  | БЗНС (Николай Ненчев) | 9 04                               |
| 14 | Атанас Семов         | Поля Станчева                | РЗС | 6 1919 юни 2011                    |
| 15 | Павел Чернев         | Анелия Делчева               | Партия за хората от народа | 9 04                               |
| 16 | Димитър Куцаров      | Камелия Тодорова             | Инициативен комитет | 8 088 август 2011                  |
| 17 | Красимир Каракачанов | Даниела Симидчиева-Димитрова | ВМРО-БНД | 7 1616 юли 2011                    |
| 18 | Андрей Чорбанов      | Ангел Мирчев                 | Българска демократична общност | 9 04                               |
| 19 | Николай Василев      | Владимир Славов              | Инициативен комитет | 8 2121 август 2011                 |
| 20 | Светослав Витков     | Венцислав Мицов              | Инициативен комитет | 8 2222 август 2011                 |
| 21 | Венцислав Йосифов    | Илиян Димитров               | Инициативен комитет | 8 088 август 2011                  |

През февруари 2011 г. останалият на второ място на изборите през 2006 г. Волен Сидеров обявява, че отново ще се кандидатира от името на оглавяваната от него партия Атака. Кандидатът за вицепрезидент на Атака е Павел Шопов. На 6 юни е обявена независимата кандидатура на бившия министър и член на Европейската комисия Меглена Кунева, издигната от инициативен комитет от 53-ма души, включително Симеон Сакскобургготски. На предварителни избори, проведени на 12 юни, Синята коалиция определя за свой кандидат Румен Христов от СДС, който събира повече гласове от кандидата на ДСБ Светослав Малинов. На 19 юни партия РЗС определя за свой кандидат Атанас Семов. На 16 юли посредством предварителни избори БСП избира за свой кандидат Ивайло Калфин. На същата дата ВМРО-БНД издига кандидатурата на лидера си Красимир Каракачанов.
На 15 август Алексей Петров официално издига кандидатурата си за президент (с Николай Георгиев като кандидат за вицепрезидент).
На 21 август Николай Василев, министър на образованието и науката в правителството на Филип Димитров, обявява кандидатурата си като независим кандидат.
На 22 август Светльо Витков от „Хиподил“ и Венци Мицов от рок бандата „Светльо & The Legends“ подават документи в ЦИК. Това е втората „музикална предизборна двойка“ след Димитър Куцаров и Камелия Тодорова.
На 1 септември 2011 г. Стефан Солаков е издигнат като кандидат за президент от партия Национален фронт за спасение на България.

### Принадлежност към Държавна сигурност
Четирима от кандидатите за президенти са били сътрудници на Държавна сигурност. Това са Алексей Петров (щатен служител), Венцислав Йосифов (агент), Красимир Каракачанов (агент) и Стефан Солаков (щатен и нещатен служител).

### Подкрепа на Доган за Калфин на II тур
В пресконференцията на ДПС след края на първия тур на изборите Ахмед Доган обещава подкрепа от страна на водената от него партия за кандидатите на БСП на втория тур на президентските избори. След като е попитан какво ще поиска в замяна, неговият отговор е, че ДПС не иска нещо за подкрепата и че ще искат само „една хубава целувка“.
Вследствие на това изказване, така обявената подкрепа на ДПС започва да бъде наричана по медиите „целувката на Доган“.
След като Калфин губи изборите, въпреки че той получава високи резултати в районите с етнически турци (основен електорат на ДПС), включително 67,58% в Кърджали,
обект на спекулации е въпросът дали наистина подкрепата на Доган е била напълно искрена. Министър-председателят и лидер на ГЕРБ Бойко Борисов например развива тезата, че действащият президент Георги Първанов е работил за загубата на БСП, за да улесни завръщането си начело на партията, и в това си начинание е бил подпомаган от Ахмед Доган.
Румен Овчаров, депутат от БСП, обвинява Ахмед Доган в това, че е възбудил негативен вот срещу БСП и така е подпомогнал победата на кандидат-президентската двойка на ГЕРБ, както и в това, че е мобилизирал само 100 000 души, при положение че на първия тур тяхната подкрепа им е донесла около 500 000 гласа.

## Прогнози
| Публикувано       | Институт    | Росен Плевнелиев | Ивайло Калфин | Меглена Кунева | Волен Сидеров | Румен Христов | Атанас Семов | Красимир Каракачанов | Алексей Петров | Мария Капон | Светослав Витков | Други       | Без отговор | Няма да гласуват/ не са решили |
| ----------------- | ----------- | ---------------- | ------------- | -------------- | ------------- | ------------- | ------------ | -------------------- | -------------- | ----------- | ---------------- | ----------- | ----------- | ------------------------------ |
| 20 септември 2011 | Алфа Рисърч | 22.9% (38.5%)    | 14.0% (23.5%) | 11.1% (18.4%)  | 2.4% (4.0%)   | 2.4% (4.0%)   | 1.5% (2.5%)  | 1.3% (2.2%)          | 0.7% (1.1%)    | -           | 0.6% (1.0%)      | 2.8% (4.8%) | -           | 40.3%                          |
| 30 септември 2011 | ЦАМ         | 30.8%            | 16.1%         | 9.8%           | 2.3%          | 3.1%          | 0.3%         | 1.5%                 | 0.3%           | -           | -                | 0.4%        | 4.7%        | 30.7%                          |
| 21 октомври 2011  | Алфа Рисърч | 21.5% (37.1%)    | 16.4% (28.3%) | 9.5% (16.2%)   | 3.8% (6.5%)   | 2.2% (3.9%)   | 0.9% (1.6%)  | 0.7% (1.1%)          | -              | 0.8% (1.4%) | -                | 2.2% (3.9%) | -           | 42.0%                          |

Петият в крайните резултати, Стефан Солаков, е напълно пренебрегнат както при прогнозите, така и в паралелното преброяване на Алфа Рисърч.
Процентът на негласуващите е занижен при проучванията. Обяснение на последното отклонение може да бъде свързано с отказване (или невъзможност) от гласуване в последния момент, поради големите двучасови опашки пред изборните урни.

## Резултати

### Общи резултати
| Кандидати              | Кандидати                    | Партия                                                                           | I тур     | I тур | II тур    | II тур |
| Президент              | Вицепрезидент                | Партия                                                                           | Гласове   | %     | Гласове   | %      |
| ---------------------- | ---------------------------- | -------------------------------------------------------------------------------- | --------- | ----- | --------- | ------ |
| Росен Плевнелиев       | Маргарита Попова             | ГЕРБ                                                                             | 1 349 380 | 40,11 | 1 698 136 | 52,58  |
| Ивайло Калфин          | Стефан Данаилов              | Българска социалистическа партия                                                 | 974 300   | 28,96 | 1 531 193 | 47,42  |
| Меглена Кунева         | Любомир Христов              | Инициативен комитет                                                              | 470 808   | 14,00 |           |        |
| Волен Сидеров          | Павел Шопов                  | Атака                                                                            | 122 466   | 3,64  |           |        |
| Стефан Солаков         | Галина Василева              | Национален фронт за спасение на България                                         | 84 205    | 2,50  |           |        |
| Румен Христов          | Емануил Йорданов             | Коалиция „Съюз на десните сили“ (основен участник – Съюз на демократичните сили) | 65 761    | 1,95  |           |        |
| Атанас Семов           | Поля Станчева                | Ред, законност и справедливост                                                   | 61 797    | 1,84  |           |        |
| Светослав Витков       | Венцислав Мицов              | Инициативен комитет                                                              | 54 125    | 1,61  |           |        |
| Сали Ибрям             | Валентина Гоцева             | Национално движение „Единство“                                                   | 41 837    | 1,24  |           |        |
| Красимир Каракачанов   | Даниела Симидчиева-Димитрова | ВМРО - Българско национално движение                                             | 33 236    | 0,99  |           |        |
| Действителни гласове   | Действителни гласове         |                                                                                  | 3 364 084 | 48,52 | 3 229 329 | 46,73  |
| Недействителни гласове | Недействителни гласове       |                                                                                  | 229 667   | 3,31  | 104 840   | 1,52   |
| Гласували общо         | Гласували общо               |                                                                                  | 3 593 751 | 51,83 | 3 334 169 | 48,25  |
| Негласували            | Негласували                  |                                                                                  | 3 339 997 | 48,17 | 3 576 322 | 51,75  |

Сред гласувалите в чужбина на балотажа Калфин печели 57,47% (с 27 518 гласа) срещу 42,53% за Росен Плевнелиев (20 365 гласа). Основната причина за това е, че Калфин получава над 20 000 гласа от секциите в Турция, срещу само около 700 за Плевнелиев от там.

### Резултати по области
| №    | Област          | Избирателна активност | Избирателна активност | Недействителни бюлетини | Недействителни бюлетини | Кандидат-президент | Кандидат-президент | Кандидат-президент | Кандидат-президент | Кандидат-президент | Кандидат-президент |
| ---- | --------------- | --------------------- | --------------------- | ----------------------- | ----------------------- | ------------------ | ------------------ | ------------------ | ------------------ | ------------------ | ------------------ |
| №    | Област          | I тур                 | II тур                | I тур                   | II тур                  | Росен Плевнелиев   | Росен Плевнелиев   | Ивайло Калфин      | Ивайло Калфин      | Меглена Кунева     | Волен Сидеров      |
| №    | Област          | I тур                 | II тур                | I тур                   | II тур                  | I тур              | II тур             | I тур              | II тур             | Меглена Кунева     | Волен Сидеров      |
| Общо | Общо            | 51,83                 | 48,25                 | 3,31                    | 1,52                    | 40,11              | 52,58              | 28,96              | 47,42              | 14,00              | 3,64               |
| 1    | Благоевградска  | 59,72                 | 55,04                 | 6,89                    | 3,10                    | 47,09              | 56,31              | 21,97              | 43,69              | 13,62              | 3,46               |
| 2    | Бургаска        | 58,06                 | 48,51                 | 7,75                    | 3,16                    | 42,78              | 53,99              | 24,85              | 46,01              | 14,08              | 2,47               |
| 3    | Варненска       | 52,56                 | 47,09                 | 5,14                    | 3,16                    | 43,28              | 59,35              | 23,71              | 40,65              | 16,23              | 4,10               |
| 4    | Великотърновска | 54,26                 | 50,07                 | 5,68                    | 3,40                    | 36,80              | 50,20              | 30,23              | 49,80              | 15,79              | 3,91               |
| 5    | Видинска        | 51,53                 | 48,10                 | 5,52                    | 3,83                    | 32,55              | 44,54              | 36,59              | 55,46              | 13,80              | 4,19               |
| 6    | Врачанска       | 54,37                 | 54,00                 | 5,55                    | 3,74                    | 34,71              | 48,19              | 30,01              | 51,81              | 14,43              | 4,09               |
| 7    | Габровска       | 47,40                 | 44,79                 | 3,77                    | 2,41                    | 46,37              | 60,99              | 25,34              | 39,01              | 13,16              | 3,58               |
| 8    | Добричка        | 49,56                 | 43,91                 | 6,53                    | 3,51                    | 37,19              | 50,07              | 30,72              | 49,93              | 14,81              | 3,17               |
| 9    | Кърджалийска    | 36,43                 | 29,18                 | 17,21                   | 2,96                    | 26,20              | 25,03              | 46,16              | 74,97              | 9,62               | 1,30               |
| 10   | Кюстендилска    | 52,86                 | 45,15                 | 5,14                    | 2,52                    | 42,32              | 55,86              | 29,65              | 44,14              | 12,57              | 6,14               |
| 11   | Ловешка         | 54,03                 | 51,36                 | 5,65                    | 3,45                    | 39,45              | 53,11              | 27,77              | 46,89              | 12,81              | 3,22               |
| 12   | Област Монтана  | 57,03                 | 50,88                 | 6,05                    | 3,48                    | 34,32              | 46,39              | 33,28              | 53,61              | 13,64              | 6,16               |
| 13   | Пазарджишка     | 55,59                 | 52,09                 | 7,90                    | 3,75                    | 38,53              | 52,12              | 29,64              | 47,88              | 14,46              | 4,00               |
| 14   | Пернишка        | 52,02                 | 51,67                 | 3,48                    | 2,42                    | 42,60              | 55,34              | 29,61              | 44,66              | 13,34              | 4,63               |
| 15   | Плевенска       | 52,01                 | 47,99                 | 6,95                    | 3,96                    | 38,17              | 51,27              | 29,91              | 48,73              | 13,41              | 4,83               |
| 16   | Пловдивска      | 52,75                 | 50,70                 | 4,84                    | 3,16                    | 42,70              | 57,24              | 27,80              | 42,76              | 13,35              | 4,20               |
| 17   | Разградска      | 48,23                 | 40,46                 | 22,20                   | 4,02                    | 29,36              | 32,59              | 31,66              | 67,41              | 19,71              | 1,87               |
| 18   | Русенска        | 48,32                 | 46,28                 | 5,70                    | 3,76                    | 39,91              | 52,47              | 27,51              | 47,53              | 15,03              | 3,45               |
| 19   | Силистренска    | 55,34                 | 54,33                 | 12,41                   | 5,64                    | 35,29              | 44,40              | 32,60              | 55,60              | 13,72              | 2,47               |
| 20   | Сливенска       | 50,68                 | 49,12                 | 8,87                    | 4,80                    | 38,70              | 51,37              | 29,64              | 48,63              | 13,95              | 4,54               |
| 21   | Смолянска       | 65,26                 | 67,68                 | 5,70                    | 3,09                    | 37,82              | 48,09              | 30,03              | 51,91              | 20,59              | 1,09               |
| 22   | София-град      | 43,72                 | 41,26                 | 1,95                    | 1,35                    | 45,38              | 60,96              | 24,34              | 39,04              | 13,74              | 3,47               |
| 23   | Софийска        | 62,23                 | 57,12                 | 4,86                    | 3,03                    | 42,82              | 55,80              | 28,75              | 44,20              | 12,85              | 4,40               |
| 24   | Старозагорска   |                       |                       |                         |                         | 41,16              | 54,70              | 29,86              | 45,30              | 13,07              | 4,04               |
| 25   | Търговишка      |                       |                       |                         |                         | 27,37              | 34,46              | 39,67              | 65,54              | 13,59              | 2,47               |
| 26   | Хасковска       |                       |                       |                         |                         | 37,04              | 47,60              | 30,74              | 52,40              | 13,18              | 3,23               |
| 27   | Шуменска        |                       |                       |                         |                         | 33,40              | 42,22              | 36,50              | 57,78              | 14,26              | 3,15               |
| 28   | Ямболска        |                       |                       |                         |                         | 38,44              | 49,56              | 33,68              | 50,44              | 12,26              | 3,22               |
| 29   | Чужбина         |                       |                       |                         |                         | 31,14              | 42,53              | 42,58              | 57,47              | 11,32              | 1,95               |

## Нарушения
Рекорден е броят на застъпниците във Варна – 18 хиляди. По неофициални данни, в голяма част от случаите те получават между 20 и 100 лева. В разрез със закона на практика те пребивават в секциите през целия ден и в определени случаи когато процентно са съизмерими с броя на гласуващите, те влияят съществено върху изборните резултати. На практика в България те са форма за закупуване на гласове, което е в разрез с изборния закон на страната. Отделно създаваните от тях изкуствени опашки пред изборните урни отказват много неориентирани избиратели, които се отказват да стоят на двучасово чакане. Тези и много други нарушения по време на изборите дадоха повод на политически партии да оспорват честността на изборите. Например в писмо на „Зелените“ до ЦИК се казва: „В цялата страна сме свидетели на множество нарушения на Изборния кодекс и разпоредбите на ЦИК, което допълва и без това лошата организация на изборите. Някои от тях са фрапантни".“ Те ще сигнализират Венецианската комисия, Парламентарната асамблея на Съвета на Европа (ПАСЕ) и Европейския парламент за нарушенията на изборите. Сериозен проблем е, че поради лошата организация и големите опашки много от избирателите са били възпрепятствани да упражнят правото си на глас. Избирателите масово са били връщани без да гласуват след края на изборния ден.

## Оспорване на резултатите пред Конституционния съд
На 15 ноември 2011 г., с подписите на 71 народни представители, БСП, ДПС и „Атака“ внасят искане в Конституционния съд за неговото произнасяне по законността на изборите за президент и вицепрезидент, във връзка с нарушения на изборния процес, които според тях са се състояли.
Медиите отбелязват, че един от докладчиците по делото ще бъде Конституционният съдия Румен Ненков, който е баща на депутат от ГЕРБ (Александър Ненков).

## Разходи
За разходи за едновременното провеждане на президентски и местни избори през 2011 година са предвидени 35 милиона лева от държавния бюджет, включително за балотаж, който е доста вероятен . 18,5 милиона лева са предвидени за възнагражденията на членовете на общинските и секционните избирателни комисии; за логистичното осигуряване на изборния процес от централната, областните и общинските администрации са предвидени 6896 милиона лева; за охраняването на изборите са предвидени 4 милиона лева. 